# Championnats du monde de cyclisme sur route 1991
Navigation
Utsunomiya 1990 Benidorm 1992
Les Championnats du monde de cyclisme sur route 1991 ont eu lieu le 25 août 1991 à Stuttgart en Allemagne.

## Résultats
| Épreuves :                                      | Or                                                                  | Or              | Argent                                                            | Argent | Bronze                                                                                | Bronze |
| Épreuves masculines                             |                                                                     |                 |                                                                   |        |                                                                                       |        |
| Hommes - course en ligne Résultats détaillés    | Gianni Bugno Italie                                                 | 6 h 20 min 23 s | Steven Rooks Pays-Bas                                             | -      | Miguel Indurain Espagne                                                               | -      |
| Hommes - amateurs - course en ligne             | Viktor Rjaksinski Union soviétique                                  | -               | Davide Rebellin Italie                                            | -      | Beat Zberg Suisse                                                                     | -      |
| Hommes- amateurs - contre-la-montre par équipes | Italie Flavio Anastasia Luca Colombo Gianfranco Contri Andrea Peron | -               | Allemagne Uwe Berndt Bernd Dittert Uwe Peschel Michael Rich       | -      | Norvège Stig Kristiansen Johnny Saether Roar Skaane Bjørn Stenersen                   | -      |
| Épreuve féminine                                |                                                                     |                 |                                                                   |        |                                                                                       |        |
| Femmes - course en ligne                        | Leontien van Moorsel Pays-Bas                                       | -               | Inga Thompson États-Unis                                          | -      | Alison Sydor Canada                                                                   | -      |
| Femmes - contre-la-montre par équipes           | France Marion Clignet Nathalie Gendron Cécile Odin Catherine Marsal | -               | Pays-Bas Monique De Bruin Monique Knol Astrid Schop Cora Westland | -      | Union soviétique Natalya Grinina Nadesja Kibardina Valentina Polkhanova Aiga Zagorska | -      |

## Tableau des médailles
| Rang  | Nation           | Or | Argent | Bronze | Total |
| ----- | ---------------- | -- | ------ | ------ | ----- |
| 1     | Italie           | 2  | 1      | 0      | 3     |
| 2     | Pays-Bas         | 1  | 2      | 0      | 3     |
| 3     | Union soviétique | 1  | 0      | 1      | 2     |
| 4     | France           | 1  | 0      | 0      | 1     |
| 5     | États-Unis       | 0  | 1      | 0      | 1     |
| 5     | Allemagne        | 0  | 1      | 0      | 1     |
| 7     | Canada           | 0  | 0      | 1      | 1     |
| 7     | Espagne          | 0  | 0      | 1      | 1     |
| 7     | Suisse           | 0  | 0      | 1      | 1     |
| 7     | Norvège          | 0  | 0      | 1      | 1     |
| Total | Total            | 5  | 5      | 5      | 15    |